# Limnophila dictyoptera
Limnophila dictyoptera är en tvåvingeart som beskrevs av Alexander 1922. Limnophila dictyoptera ingår i släktet Limnophila och familjen småharkrankar. Inga underarter finns listade i Catalogue of Life.